# Борейша, Павел Геннадьевич
Павел Геннадьевич Борейша (бел. Павел Генадзевіч Барэйша; род. 16 февраля 1991, Гродно) — белорусский легкоатлет, специалист по метанию молота. Выступает за сборную Белоруссии по лёгкой атлетике с 2010 года, обладатель двух серебряных медалей Универсиад, призёр Кубка Европы и командного чемпионата Европы, многократный победитель и призёр первенств национального значения, участник летних Олимпийских игр в Рио-де-Жанейро. Мастер спорта Республики Беларусь международного класса.

## Биография
Павел Борейша родился 16 февраля 1991 года в городе Гродно Белорусской ССР.
Окончил Гродненскую специализированную детско-юношескую школу олимпийского резерва профсоюзов «Неман» (2001—2006) и Гродненское государственное училище олимпийского резерва (2006—2010). С 2010 года проходил подготовку в Гродненской специализированной детско-юношеской школе олимпийского резерва БФСО «Динамо». Подопечный тренеров Тамары Петровны Афанасьевой и Сергея Николаевича Афанасьева.
Впервые заявил о себе в лёгкой атлетике на международном уровне в сезоне 2010 года, когда вошёл в состав белорусской национальной сборной и выступил на юниорском мировом первенстве в Монктоне, где в зачёте метания молота стал шестым.
В 2011 году на молодёжном европейском первенстве в Остраве с результатом 65,41 метра в финал не вышел.
В 2012 году выиграл бронзовую медаль в молодёжной категории на Кубке Европы по зимним метаниям в Баре (69,16).
В 2014 году одержал победу на домашнем чемпионате Белоруссии в Гродно (76,52), стал серебряным призёром на Мемориале братьев Знаменских в Жуковском (74,68), закрыл десятку сильнейших на чемпионате Европы в Цюрихе (74,73).
Будучи студентом, в 2015 году представлял Белоруссию на Универсиаде в Кванджу, откуда привёз награду серебряного достоинства — с результатом 75,75 уступил здесь только поляку Павлу Файдеку. Также в этом сезоне отметился выступлением на чемпионате мира в Пекине (71,41).
В 2016 году на соревнованиях в Бресте установил свой личный рекорд — 78,60, тогда как на чемпионате Европы в Амстердаме метнул молот на 72,19 метра. Выполнив олимпийский квалификационный норматив (77,00), благополучно прошёл отбор на Олимпийские игры в Рио-де-Жанейро — в программе метания молота показал результат 73,33 метра, чего оказалось недостаточно для преодоления предварительного квалификационного этапа.
После Олимпиады в Рио Борейша остался действующим спортсменом на ещё один олимпийский цикл и продолжил принимать участие в крупнейших международных стартах. Так, в 2017 году он получил серебро на Кубке Европы по метаниям в Лас-Пальмасе (74,41) и на Универсиаде в Тайбэе (77,98), был вторым в Суперлиге командного чемпионата Европы в Лилле (77,52), занял девятое место на чемпионате мира в Лондоне (75,86).
В 2018 году с результатом 77,02 стал четвёртым на чемпионате Европы в Берлине.
В 2020 году одержал победу на чемпионате Белоруссии в Минске (76,23).